# Kroton

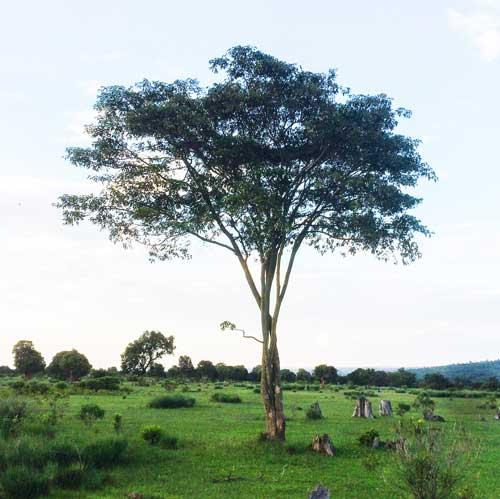
Africký druh Croton megalocarpus

Kroton (Croton) je rozsáhlý rod rostlin z čeledi pryšcovité, zahrnující přes 1100 druhů. Je rozšířen v tropech a subtropech celého světa, nejvíce druhů roste v tropické Americe. Jsou to dřeviny, případně byliny s jednoduchými a většinou střídavými listy. Drobné, nenápadné, jednopohlavné květy bývají uspořádané v hroznovitých květenstvích a jsou opylovány větrem nebo řidčeji hmyzem. Plodem je tobolka. Krotony jsou živnými rostlinami housenek řady druhů motýlů zejména z čeledí babočkovití a martináčovití.
Rostliny obsahují širokou paletu účinných látek a jejich šťáva má dráždivý účinek na kůži i sliznice. Některé druhy jsou silně jedovaté. Ze semen krotonu počistivého byl v minulosti vyráběn krotonový olej, který byl používán jako drastické projímadlo. Mnoho druhů má význam v domorodé medicíně při léčení řady různých neduhů.
Názvem kroton je velmi často označována jiná rostlina z čeledi pryšcovité, podivec pestrý (Codiaeum variegatum), běžně pěstovaný v různých kultivarech jako okrasná pokojovka. Naproti tomu pravé krotony se jako okrasné rostliny pěstují velmi zřídka.

## Popis
Krotony jsou jednodomé nebo řidčeji dvoudomé, stálezelené nebo v období sucha opadavé stromy, keře i vytrvalé či jednoleté byliny, případně liány. Při porušení mají často citrónový, pronikavý nebo palčivý pach a mohou ronit čirou, červenou nebo žlutou latexovou šťávu. Odění se skládá z hvězdovitých nebo šupinovitých chlupů, někdy jsou přítomny i přisedlé či stopkaté žlázky. Listy jsou jednoduché, většinou střídavé (výjimečně vstřícné nebo téměř přeslenité), řapíkaté nebo přisedlé, s celokrajnou nebo na okraji zubatou či pilovitou, případně i dlanitě laločnatou čepelí. Žilnatina je nejčastěji od báze trojžilná či vícežilná, řidčeji zpeřená nebo dlanitá.
Na rozhraní řapíku a čepele často bývají dvě žlázky. Palisty mohou být celistvé nebo zubaté či členěné, vytrvalé nebo opadavé, někdy chybějí. Staré listy se často před opadem barví do oranžova.
Květenství jsou úžlabní nebo vrcholové, jednopohlavné nebo oboupohlavné hroznovité thyrsy, případně klasy, často při bázi s jednotlivými samičími květy a na vrcholu s klubíčky samčích květů. Květy jsou jednopohlavné, přisedlé nebo stopkaté, obvykle s pětičetným kalichem a drobnou bělavou nebo zelenavou korunou, která bývá stejně dlouhá nebo kratší než kalich. V květech bývá 5 nektáriových žlázek. U samičích květů bývají kališní lístky užší a koruna někdy zcela chybí. Samčí květy obsahují 3 až mnoho (většinou 10 až 20) volných tyčinek. V samičích květech je synkarpní semeník srostlý ze 3 plodolistů a nesoucí 3 volné nebo na bázi srostlé, na vrcholu nevětvené nebo vidličnatě či vícenásobně rozeklané čnělky. Obsahuje 3 komůrky, v nichž je po 1 vajíčku. Výjimečně je semeník jednoplodolistový.
Plodem je tobolka s vytrvalým středním sloupkem, za zralosti se rozpadající na 3 jednosemenné dvouchlopňové plůdky. U některých zástupců jsou plody dužnaté a nepukavé, připomínající bobuli či peckovici. Plody severoamerického druhu Croton michauxii s jednoplodolistovým semeníkem bývají označovány jako nažka. Semena jsou elipsoidní, podlouhlá, vejcovitá, kulovitá nebo čočkovitá, většinou s hladkým povrchem, a mají míšek.

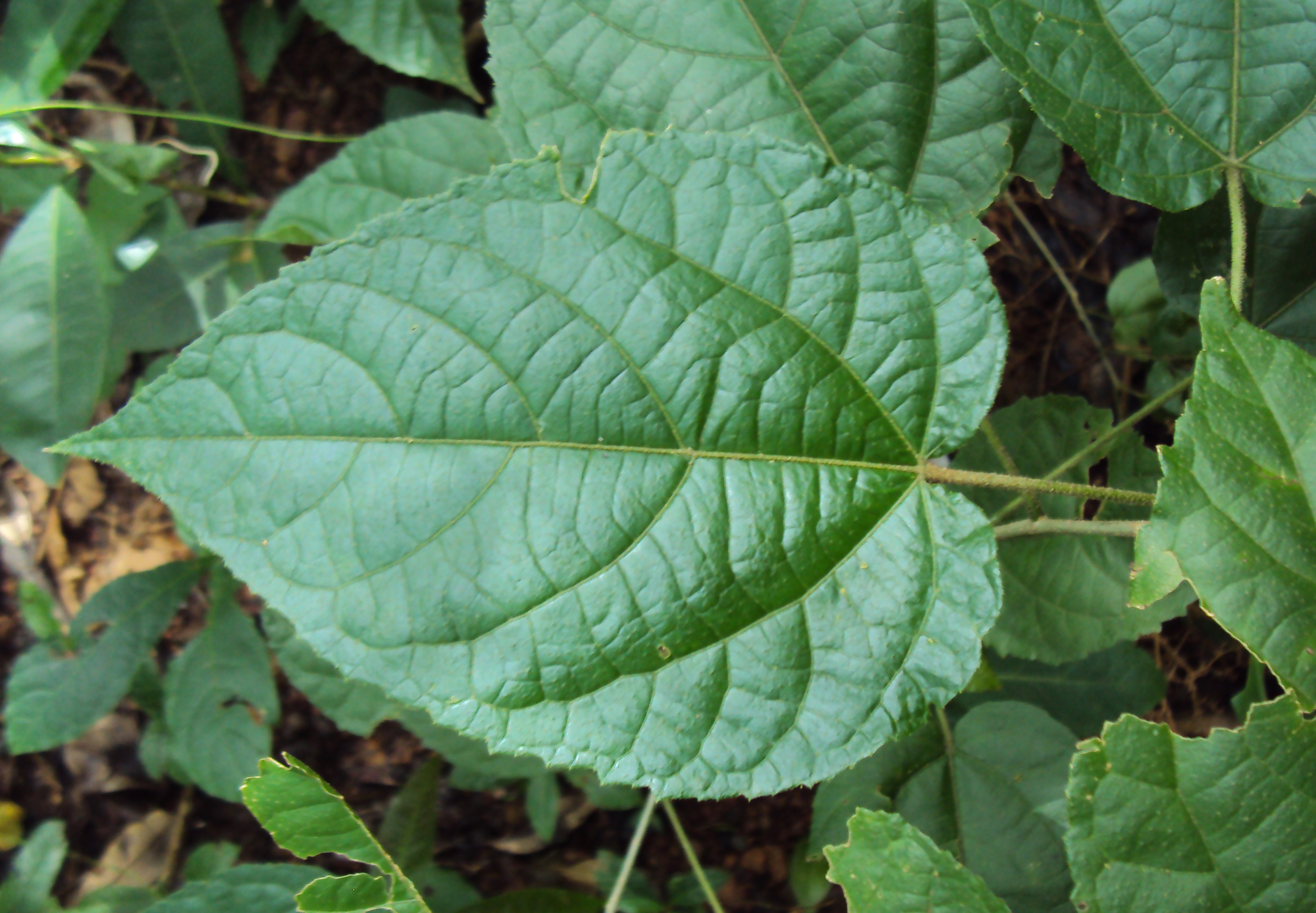
List Croton caudatus
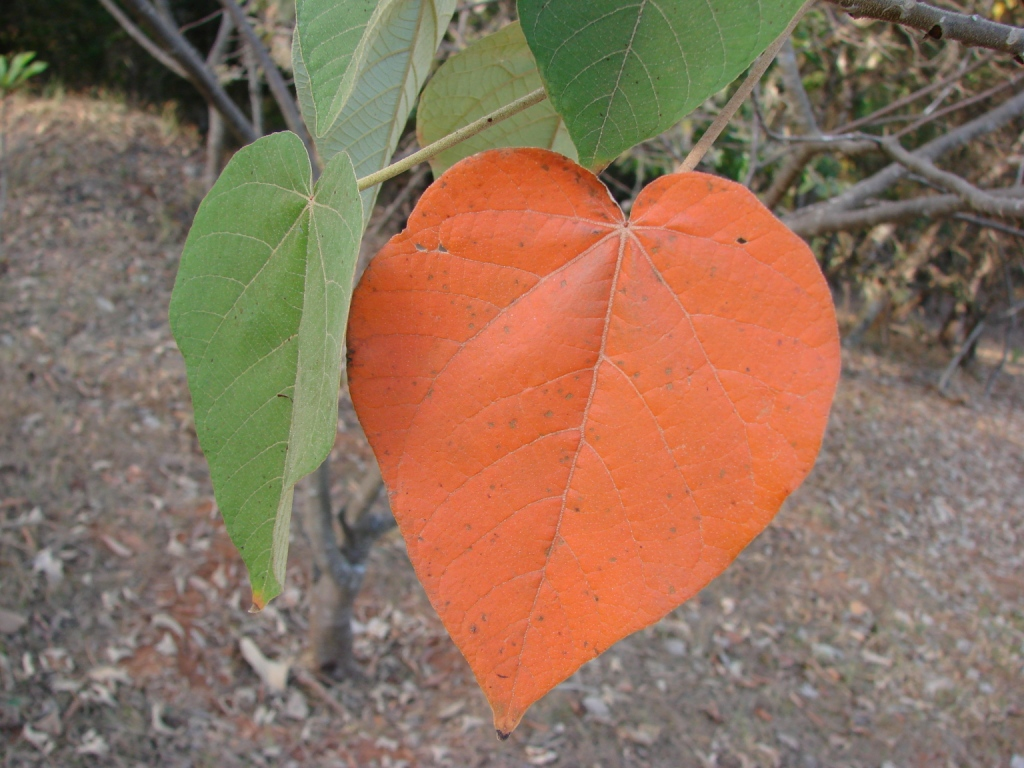
Listy Croton urucurana
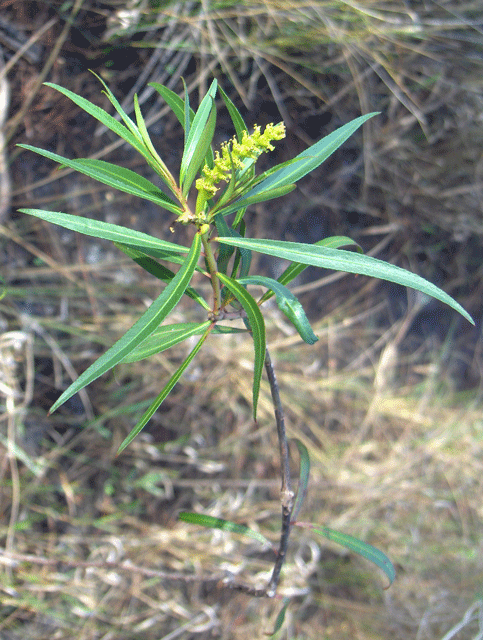
Úzkolistý druh Croton linearis
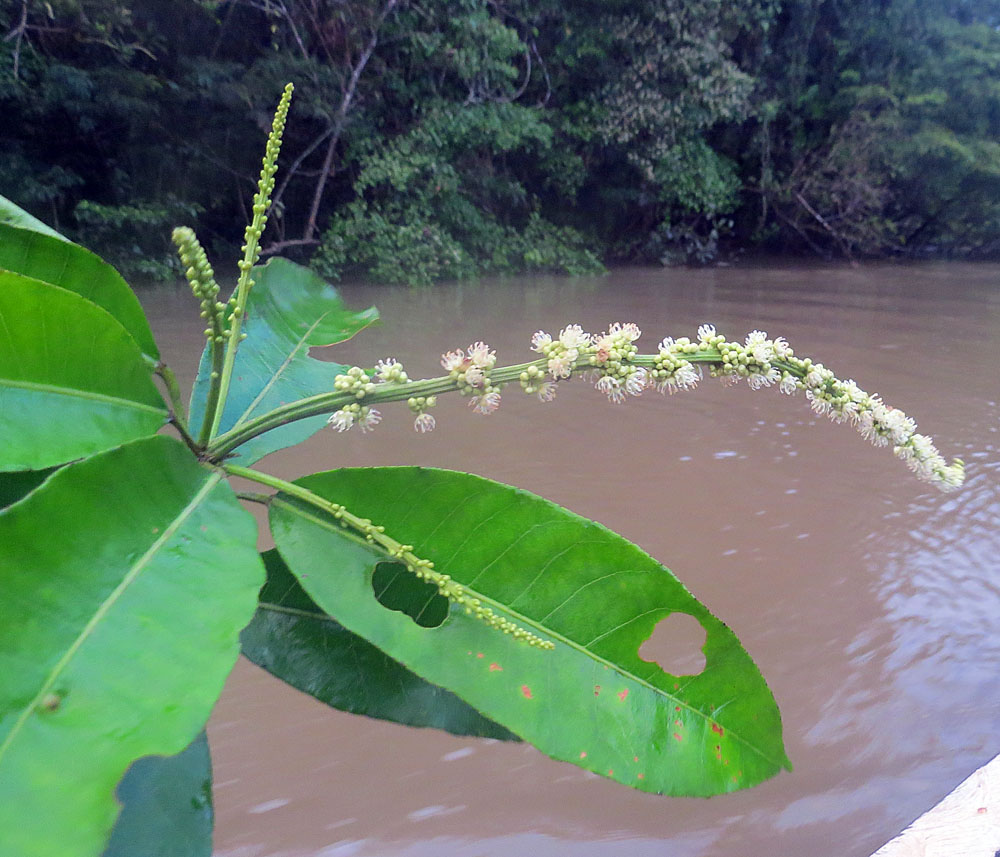
Kvetoucí Croton cuneatus
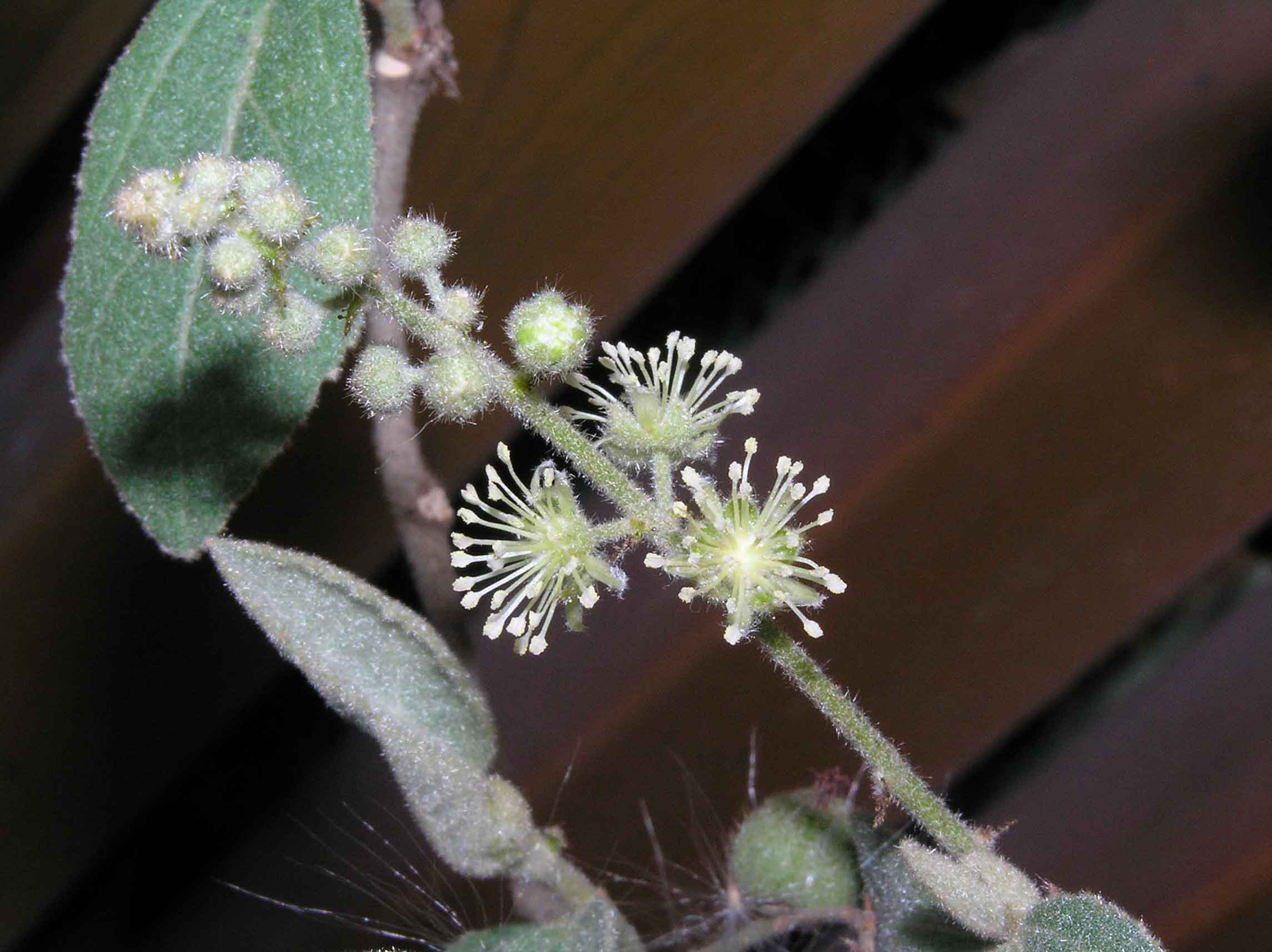
Květenství Croton crassifolius
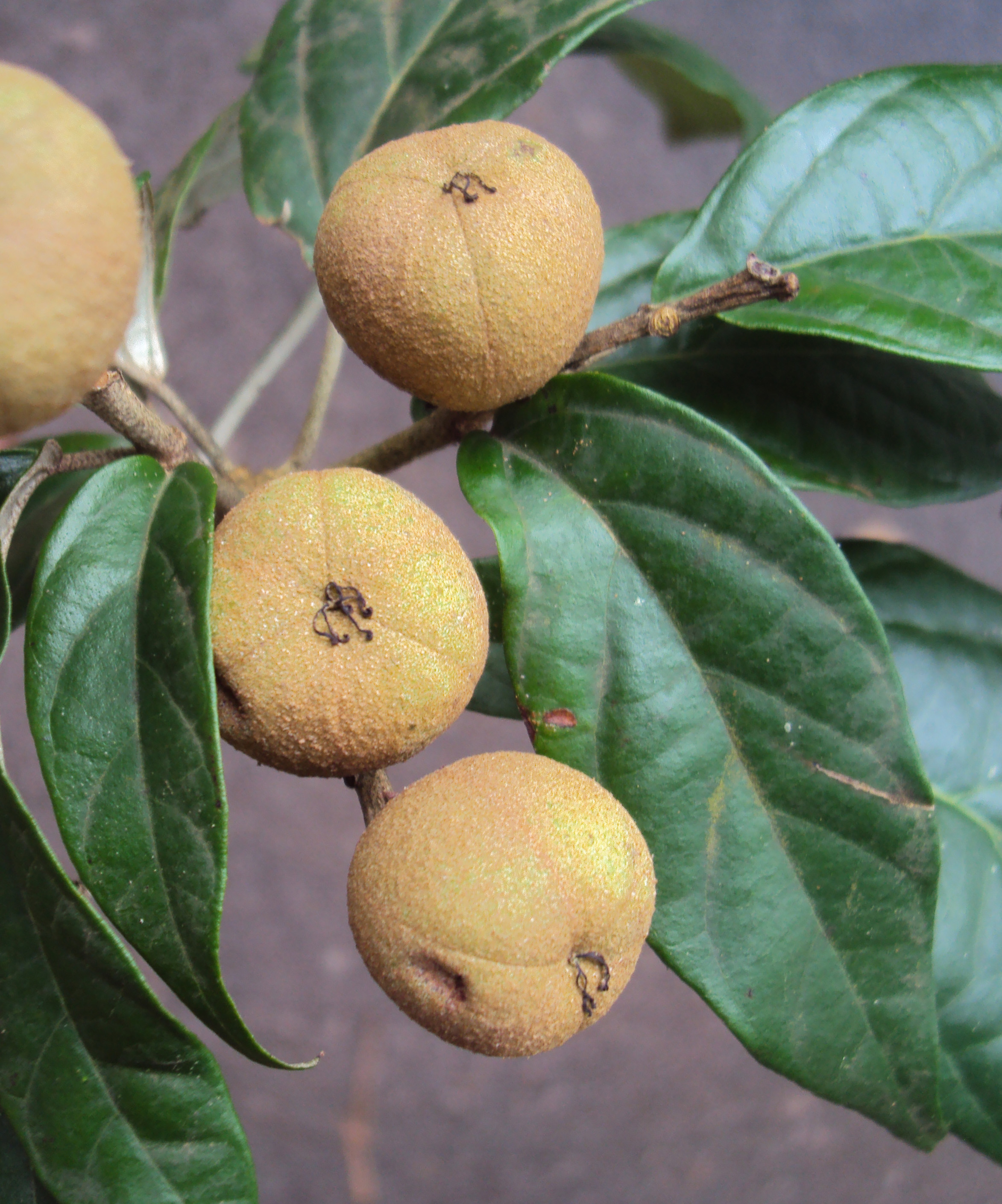
Plody Croton malabaricus
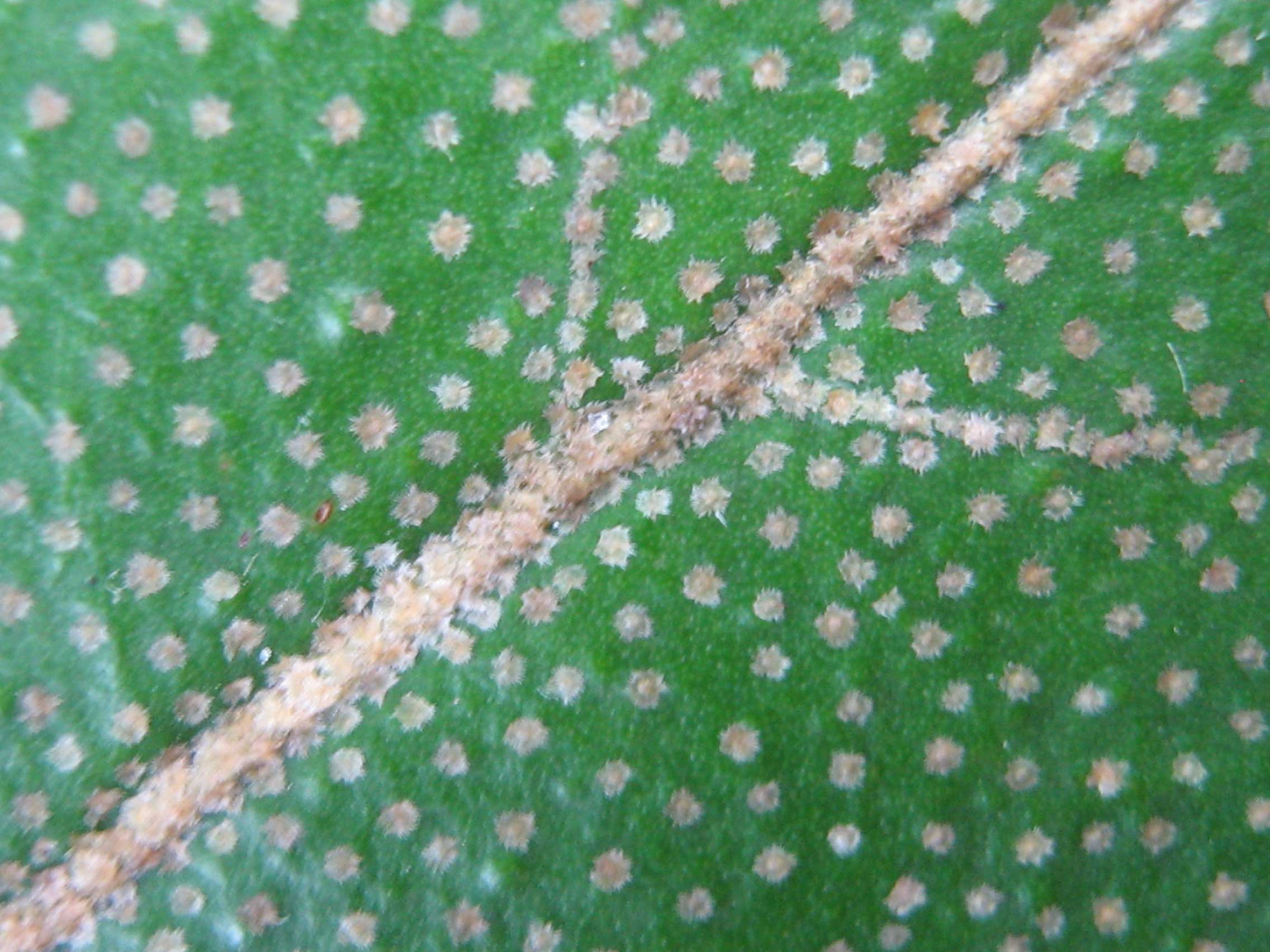
Detail štítnatých chlupů na listu Croton sellowii

## Rozšíření
Rod kroton je po rodu pryšec druhým největším rodem čeledi pryšcovité a zároveň jeden z 10 největších rodů kvetoucích rostlin. Zahrnuje asi 1140 druhů a je rozšířen v tropech a subtropech celého světa, v Severní Americe zasahuje i do oblastí mírného pásu. V Evropě není zastoupen. Z celkového počtu druhů rostou asi 2/3 v Americe a 1/3 ve Starém světě. Největší počet druhů roste v tropech.
Centra druhové diverzity jsou v Jižní Americe, Karibiku a Mexiku.
Z Brazílie je udáváno 350 druhů, z Karibských ostrovů 150.
V USA roste 27 domácích druhů, z nichž většina je soustředěna v jižních státech, zejména v Texasu. Rozsáhlejší areál mají ve východních oblastech USA druhy C. capitatus, C. glandulosus, C. michauxii a C. monanthogynus, na západě C. setiger, ve středu a středojihu C. texensis. Do Kanady žádný druh nezasahuje.
V kontinentální Africe roste asi 65 druhů. Větší počet, asi 125 až 150, bývá udáván z Madagaskaru. V Číně se vyskytuje 23 druhů, z toho 15 endemických.
Řada druhů byla zavlečena mimo oblast svého původu. Jihoamerický Croton bonplandianus se stal invazní rostlinou v Indii, kam byl dovezen z Brazílie koncem 19. století. Bylinný druh Croton argenteus je veden jako invazní druh na Kubě.
Krotony rostou na velmi široké škále různých stanovišť od tropických deštných lesů po pouště a od nížin do hor. Nezřídka tvoří charakteristickou složku sekundární vegetace, časté jsou také v suché křovinné vegetaci.
V Jižní Americe je lze nalézt v nejrůznějších biotopech, jako je restinga, caatinga, vegetace suchých vnitroandských údolí, nížinné i horské tropické deštné lesy, poříční lesy, suché tropické lesy, savany, stromové savany a polopouště.

## Ekologické interakce

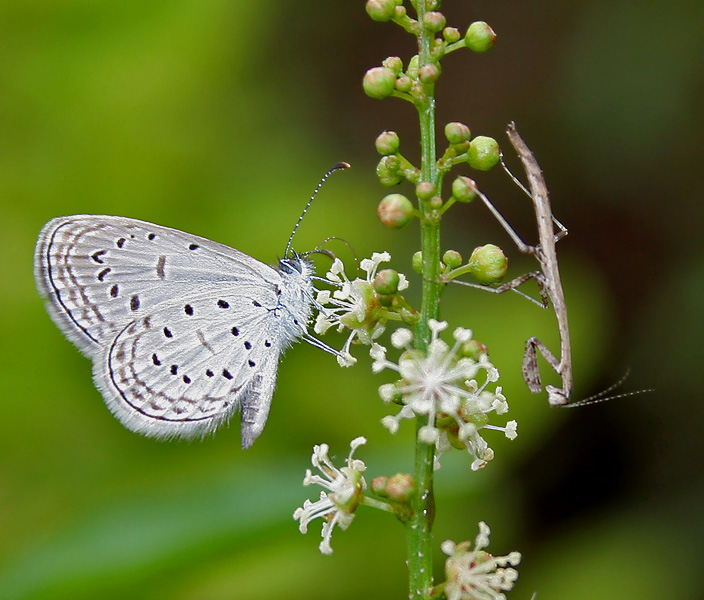
Modráskovitý motýl Zizula hylax na květech Croton bonplandianus

Drobné, jednopohlavné květy krotonů s redukovaným okvětím a dlouhými tyčinkami jsou převážně opylovány větrem. Přesto některé druhy tvoří nektar a byl u nich zjištěn posun k entomogamii.
Jedním z nich je mexický druh Croton suberosus. V jeho květech se mimo lepkavého pylu tvoří i nektar, který vyhledává různý hmyz, zejména blanokřídlí, brouci a motýli. Pyl účinně přenášejí robustnější druhy vos a včel, kdežto drobnější druhy hmyzu s ním zpravidla nepřicházejí do styku. Často květy navštěvuje i dravá vosa Polistes instabilis, která zároveň z rostliny účinně odstraňuje housenky a jiný býložravý hmyz.
Rovněž květy jihoamerického druhu Croton sarcopetalus (syn. C. lachnostachyus) tvoří nektar a jsou opylovány vosami.
Na krotonech rostou některé poloparazitické rostliny z čeledi santálovité. V jv. Brazílii je to druh Antidaphne glaziovii, v jihovýchodní Asii Ginalloa linearis.
Krotony jsou živnými rostlinami housenek celé řady denních i nočních motýlů zejména z čeledí babočkovití, martináčovití a modráskovití. Z babočkovitých na nich v Severní Americe žijí druhy Anaea aidea a A. andria, v Jižní Americe zejména babočky z rodů Fountainea, Memphis a Rothschildia, v Africe Charaxes a Imbrasia, v Asii druh Charaxes marmax. V Latinské Americe hostí housenky martináčů Arsenura armida a Cerodirphia opis, v Severní Americe Automeris io, v Africe Epiphora mythimnia, E. rectifascia, E. vacuna a Gonimbrasia gueinzii. Z modráskovitých na nich v Americe žijí například druhy Apodemia stalachtioides, Calycopis cecrops, Lemonias zygia, Parrhasius polibetes, Strymon acis a S. melinus.
Semena krotonů konzumují jako potravu různí ptáci, například hrdličky. Na semenech je výživný míšek, pro který je vyhledávají mravenci a zanášejí je do hnízda, čímž se podílejí na jejich šíření.
Semena brazilského druhu Croton priscus jsou z pukajících plodů vystřelována do okolí, o další šíření se již starají mravenci.
U jihoamerického druhu Croton bonplandianus bylo zjištěno, že v průběhu zrání plodů tvoří v extraflorálních nektáriích nektar, který účinně přitahuje mravence do zóny opadu plodů.

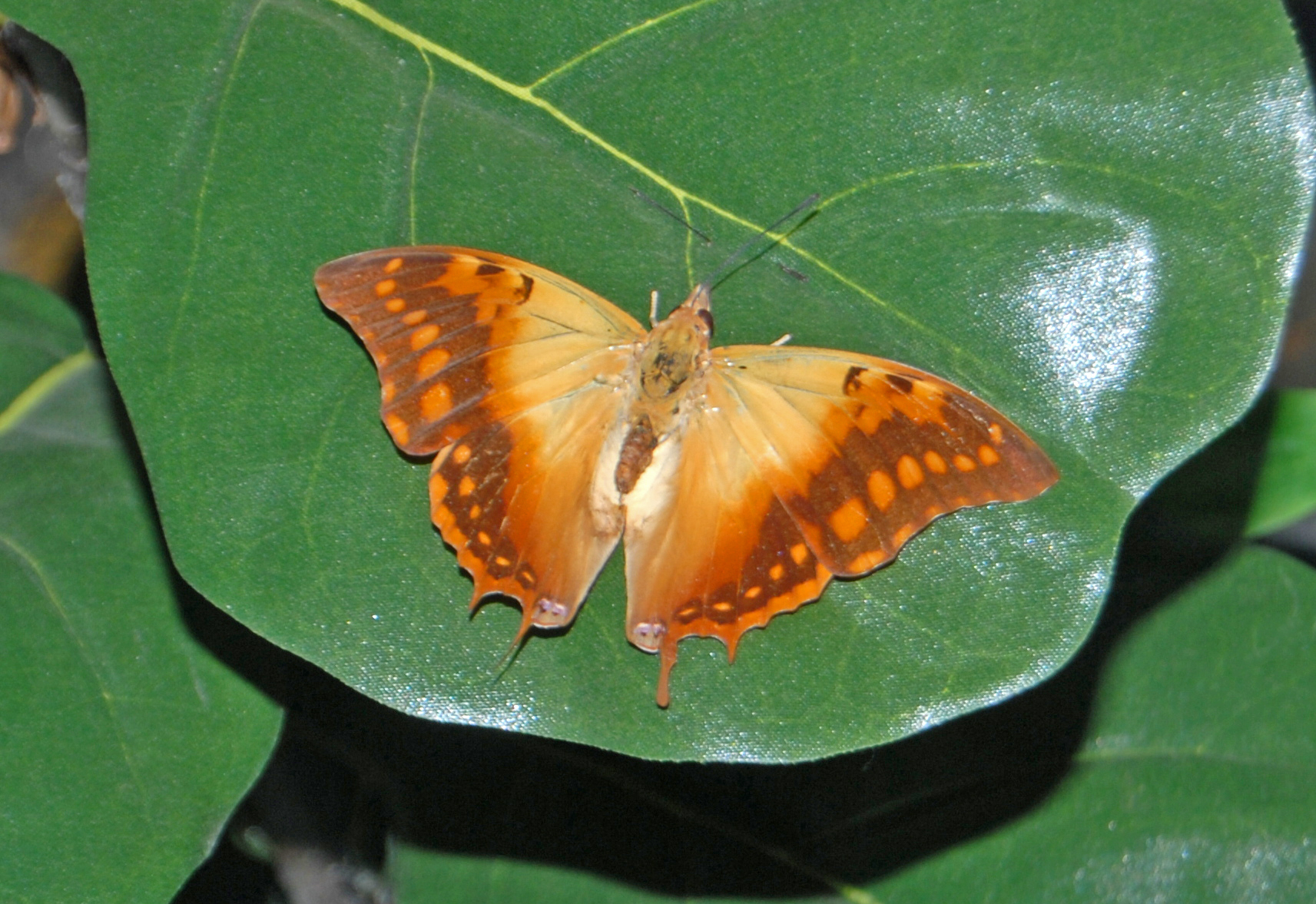
Africká babočka Charaxes candiope
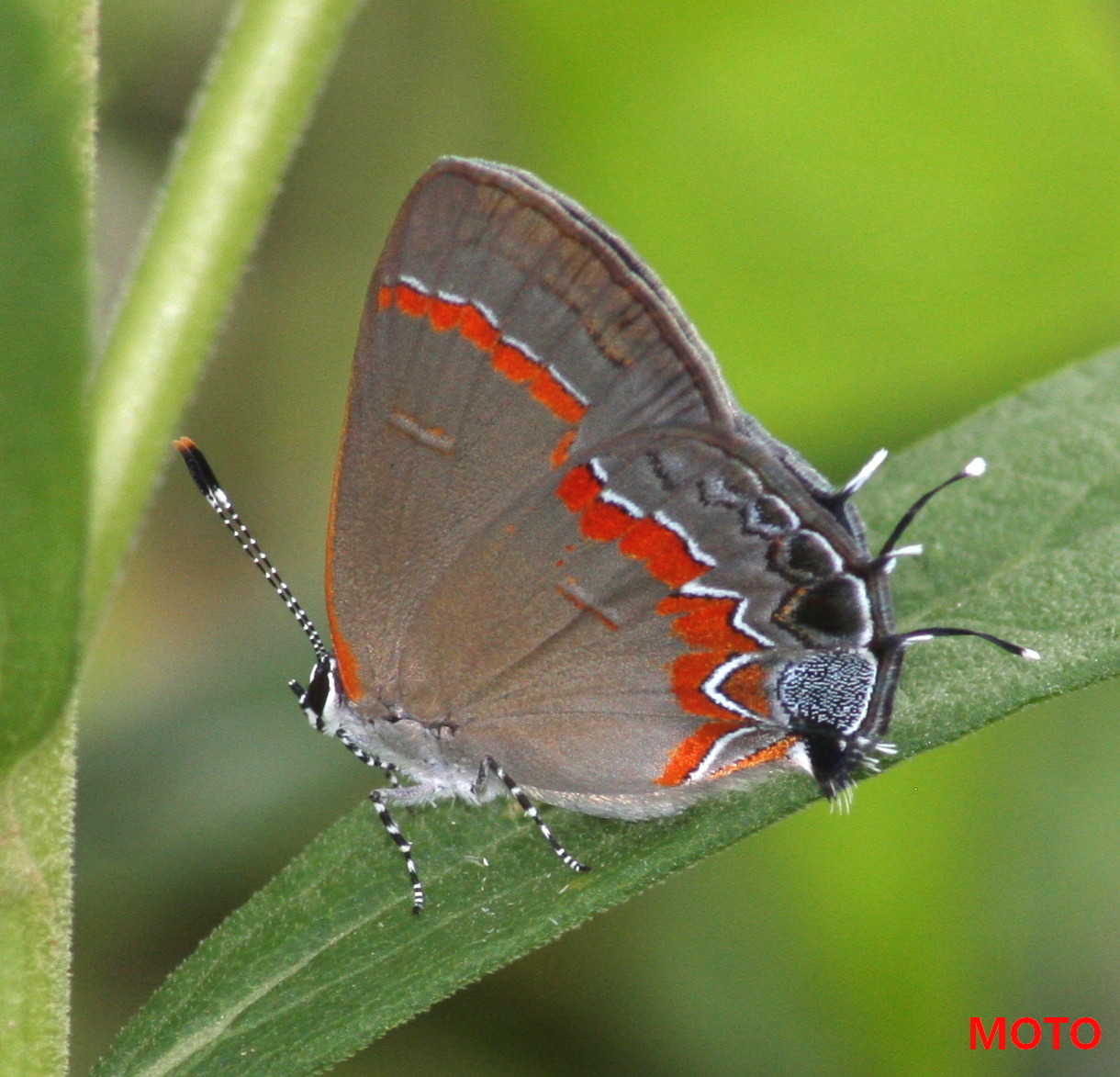
Americký modráskovitý motýl Calycopis cecrops
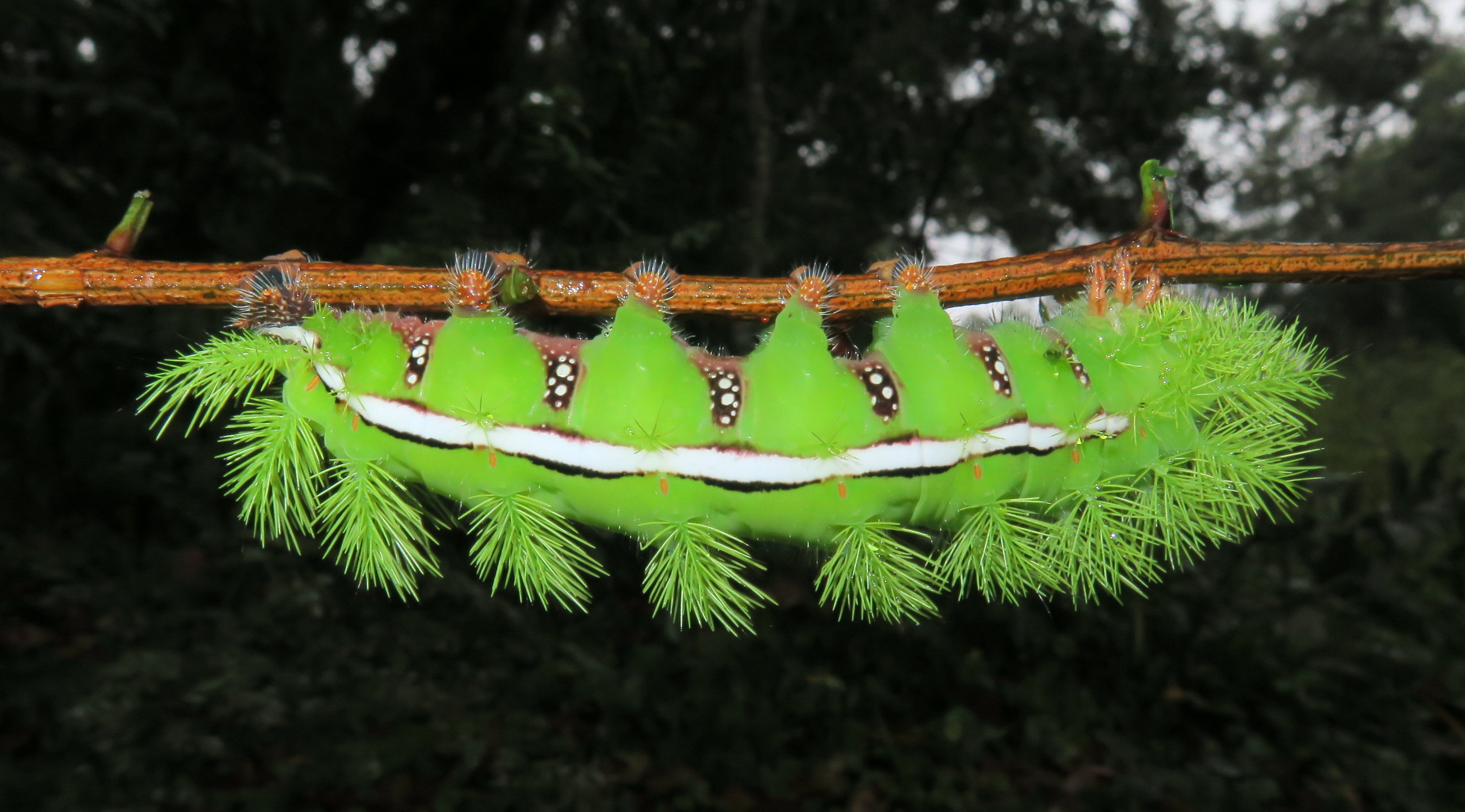
Housenka severoamerického martináče Automeris io
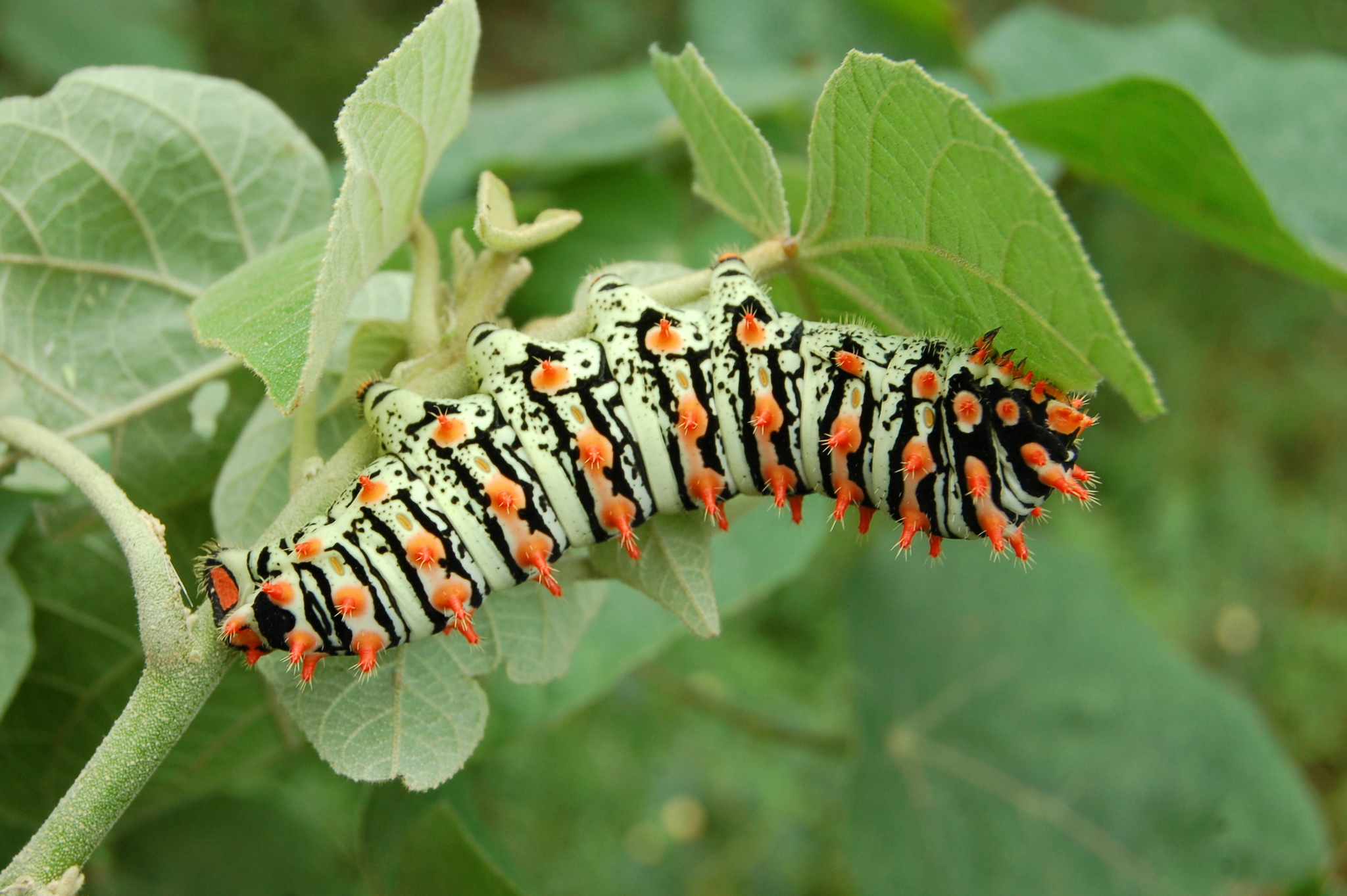
Housenka martináče Rothschildia lutea na Croton urucurana

## Obsahové látky a jedovatost
Krotony obsahují širokou paletu biologicky účinných látek, z nichž nejvýznamnější jsou různé diterpeny, alkaloidy a proanthokyanidiny. Některé aromatické druhy obsahují i silice.
Rostliny jsou známy tím, že látky obsažené v jejich šťávě způsobují podráždění kůže a sliznic. Některé druhy jsou silně jedovaté.
Ze semen krotonu počistivého je získáván tzv. krotonový olej, obsahující toxické estery forbolu se silně dráždivými účinky při zevním i vnitřním užití. Dokonce byl u těchto esterů zjištěn účinek podporující vznik rakovinných nádorů. Olej byl v minulosti používán jako jedno z nejdrastičtějších známých projímadel. Od jeho užívání bylo upuštěno, neboť je již v množství 1 až 2 kapek silně toxický. Požití 20 kapek (1 ml) končí obvykle smrtí. Rostlina dále obsahuje toxický albumin krotin, který však v oleji není přítomen.
U zvířat způsobuje požití rostliny mj. hematurii a zvětšení mízních uzlin.
Po požití semen či oleje nastupuje v průběhu 10 až 15 minut pálení v ústech i zažívacím traktu, později se objevuje krvavý průjem, poškození jater a ledvin, nechutenství, zvracení, zrychlený srdeční tep a ve vážných případech nakonec kóma a smrt. Léčba bývá symptomatická, podávají se tekutiny a intravenózní infuze k nápravě nerovnováhy elektrolytů. Výplach žaludku či vyvolání zvracení bývají neúčinné. Při potřísnění může pálení a podráždění kůže přetrvávat až 3 týdny.
Silně toxický je i olej ze severoamerického druhu Croton texensis. Je přítomen zejména v semenech, v menším množství i listech a stonku. Již 10 kapek čistého oleje může stačit k usmrcení psa. Šťáva má dráždivý účinek na kůži a oči. Požití rostliny způsobuje silnou gastroenteritidu. Otravy krotonem u lidí i hospodářských zvířat se objevují spíše výjimečně, neboť rostliny mají odpornou chuť a nezřídka páchnou.
Žláznaté chlupy mexického druhu Croton millspaughii ulpívají na rukou, a pokud se dostanou do očí, způsobují zánět a poškození zraku.

Forbol
Ester forbolu, obsažený v krotonovém oleji

## Taxonomie
Rod Croton je v rámci čeledi Euphorbiaceae řazen do podčeledi Crotonoideae a tribu Crotoneae. Tribus dále obsahuje rody Astraea (13 druhů v tropické Americe), Brasiliocroton (2 druhy ve východní Brazílii), Colobocarpos (1 druh v Indočíně), Mildbraedia (3 druhy v tropické Africe) a Paracroton (4 druhy v tropické Asii).
Rod je dále členěn do 4 podrodů (subgen. Adenophylli, subgen. Croton, subgen. Geiseleria a
subgen. Quadrilobi) a velkého počtu sekcí. Pro vyjasnění vymezení rodu byla klíčová molekulární studie, vydaná v roce 2005. Na jejím základě byly některé dříve samostatné rody (mezi jinými Crotonopsis, Eremocarpus, Julocroton a Moacroton) s rodem Croton sloučeny, sekce Astraea (13 druhů v tropické Americe) byla naopak přeřazena do samostatného stejnojmenného rodu.
Rod Croton je po morfologické stránce silně rozrůzněný. Mnoho druhů vykazuje značnou vnitrodruhovou variabilitu zejména ve velikosti a tvaru listů, ochlupení, architektuře květenství a morfologii květů. Určování rostlin je proto často obtížné.

## Zástupci
- kroton dračí (Croton draco)
- kroton kaskarila (Croton eluteria)
- kroton květnatý (Croton floribundus)
- kroton lakonosný (Croton aromaticus, syn. C. laccifer)
- kroton počistivý (Croton tiglium)
- kroton velkoplodý (Croton megalocarpus)[34][35]

## Význam

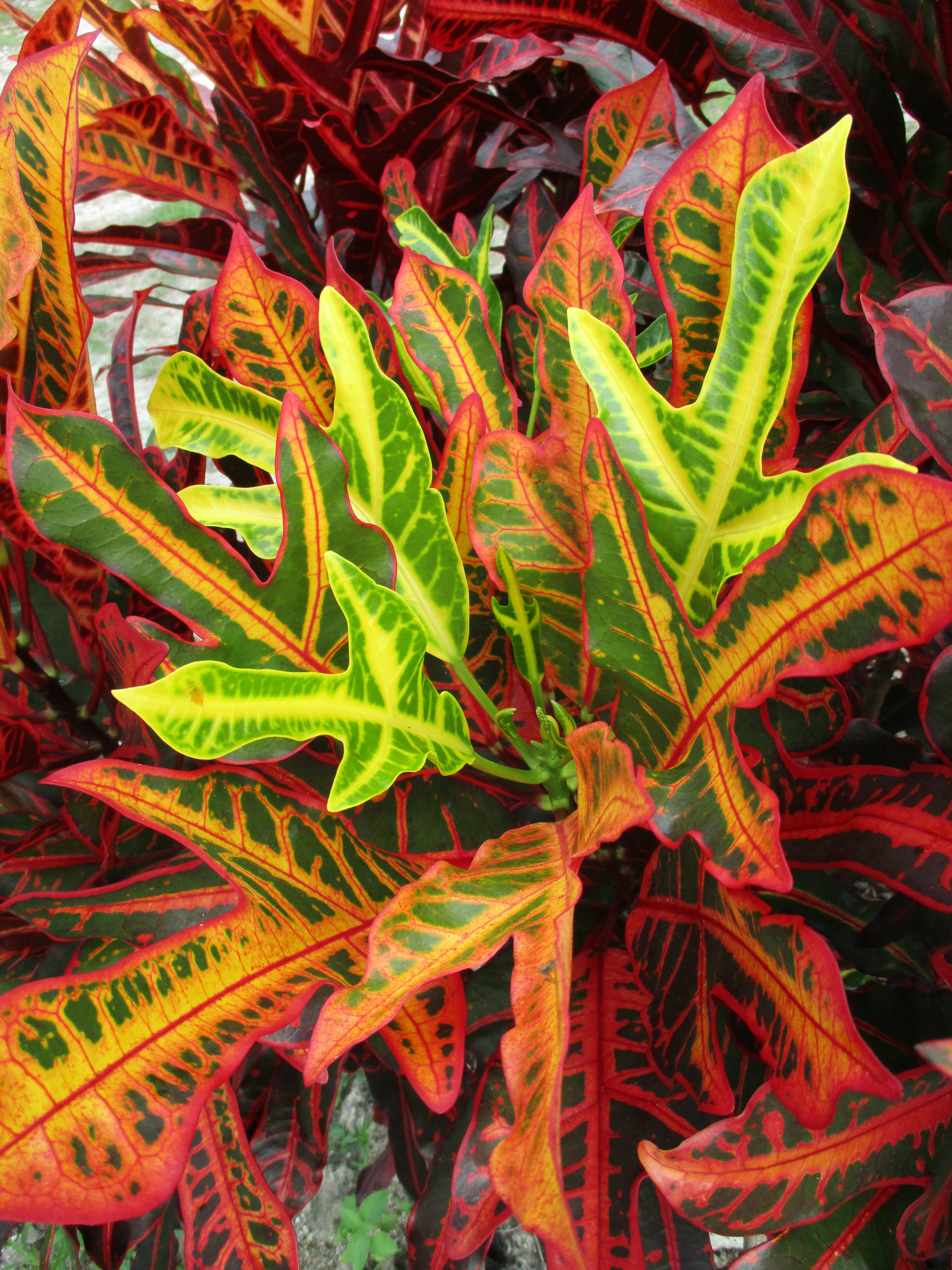
Podivec pestrý (Codiaeum variegatum), běžně pěstovaná okrasná rostlina lidově nazývaná kroton

Krotony mají dlouhou historii využití v africké, asijské i jihoamerické domorodé medicíně. Celá řada druhů je využívána při léčení rozličných nemocí včetně rakoviny, zácpy, cukrovky, úplavice, zažívacích potíží, horečky, zánětů, vysokého krevního tlaku, malárie, bolestí, vředů, úbytku váhy, proti střevním parazitům a vysoké hladině cholesterolu.
Kroton počistivý (Croton tiglium) je podáván při nachlazení a horečkách, onemocněních trávicího systému (průjmy, úplavice) a neurologických potížích, zevně na různé kožní neduhy.
Rostlina je využívána i v homeopatii.
Odvar z listů Croton glabellus se aplikuje zevně při malomocenství.
Červená šťáva, získávaná z kmene Croton lechleri a některých příbuzných druhů, známá pod španělským názvem Sangre de Grado či Sangre de Drago, je podávána v množství několika kapek ve sklenici vody při vnitřním krvácení, gastritidě a na podporu krevního oběhu. Aplikuje se i zevně na akné, zranění či jizvy.
Hořká kůra středoamerického druhu Croton guatemalensis, kterou domorodci používají při horečce, byla v minulosti vyvážena i do Evropy.
Kroton kaskarila (Croton eluteria) byl občas používán k aromatizaci tabáku, údajně však způsoboval intoxikaci a závratě.
Některé stromovité krotony jsou těženy pro dřevo, jehož význam je spíše lokální. V Africe je těžen zejména Croton megalocarpus, jehož dřevo je známo jako musine a je používáno na různé stavby, podlahy, truhlářské výrobky, včelí úly, překližky a dýhy a podobně. Rovněž slouží jako palivo a k výrobě dřevěného uhlí.
Kaskarilová kůra (Cortex cascarillae) získávaná ze krotonu kaskarila (Croton eluteria), obsahuje hořkou krystalickou látku kaskarillin a je používána v potravinářství.
Semena afrického krotonu velkoplodého (Croton megalocarpus) se používají k barvení vlny na žluto. Strom je pěstován v živých plotech, větrolamech i jako stínící strom na kávových plantážích.
Rozdrcená semena krotonu počistivého, někdy v kombinaci s kořenem oměje, sloužila v Himálaji k přípravě šípového jedu.
V Kalifornii byl Croton setigerus ve směsi s chřestovitou bylinou Chlorogalum pomeridianum používán k lovu ryb (barbasco).
Croton v kombinaci s arsenem byl součástí první zaznamenané jedovaté kouřové bomby v období dynastie Sung 1161 n. l.
Názvem kroton je velmi často označována jiná rostlina z čeledi pryšcovité, podivec pestrý (Codiaeum variegatum), běžně pěstovaná jako okrasná pokojovka. Naproti tomu krotony se jako okrasné rostliny pěstují velmi zřídka.